# كريل كليل
كريل كليل (الاسم العلمي: Euphausia mutica) هو نوع من المفصليات يتبع جنس الكريل من الفصيلة الكريلية.